# Rhynchotechum vestitum
Rhynchotechum vestitum là một loài thực vật có hoa trong họ Tai voi. Loài này được Wall. ex C.B. Clarke miêu tả khoa học đầu tiên năm 1874.